# Jan Hendrik Hofmeyr
Pour les articles homonymes, voir Hofmeyr.
Jan Hendrik Hofmeyr (1894 - 1948) est un universitaire et homme politique d'Afrique du Sud, administrateur du Transvaal (1924-1929), membre du Parti sud-africain puis du parti uni, membre du parlement pour la circonscription de Johannesbourg-Nord (1929-1948), ministre de l’intérieur et de la santé publique (1933-1936), ministre de l'éducation (1933-1938), des mines, de l'emploi et des affaires sociales (1936-1938) dans le gouvernement de James Barry Hertzog et ministre des finances, de l'éducation (1939 à 1948) et des mines dans les gouvernements du maréchal Jan Smuts. 

## Origines et Études
Jan Frederick Hendrik Hofmeyr est né au Cap le 20 mars 1894. Son oncle (et homonyme), Jan Hofmeyr, est alors le chef de l'Afrikaner Bond, un mouvement politique puissant de la colonie du Cap. 
Son père, Andries Brink Hofmeyr, meurt alors que le jeune Jan Hendrik n'a que trois ans. Il est alors élevé par sa mère Deborah qui a également la charge de son autre fils, Andries Beyers (8 ans), et qui veille sur les filles de son mari issu d'un premier mariage. Jan Hofmeyr a un lien privilégié avec sa mère, peut-être parce qu'il a failli mourir ou être handicapé à l'âge de deux ans des suites d'une hydrocéphalie. 

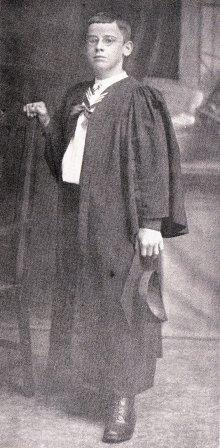
Jan Hofmeyr, 13 ans, durant sa première année à l'université du Cap.

Précoce et surdoué, Jan Hendrik Hofmeyr suit une scolarité fulgurante. Diplômé du secondaire en 1906, il entre à l'âge de 13 ans, à l'Université du Cap. Il est diplômé d'un B.A. avec mention en lettres classiques en 1909 alors qu'il n'a que 15 ans, mais aussi d'un B.A. en sciences (1910) et d'un M.A. en 1911. Durant ses années étudiantes, il est membre de la société des débats de l'université, est trésorier d'un magazine étudiant et membre de l'association des étudiants chrétiens. Il écrit notamment une biographie consacrée à son oncle sous la supervision de Francis William Reitz, l'ancien président de l'État libre d'Orange. La biographie est rédigée en un an par Hofmeyr qui se charge de la traduire également en néerlandais. Il obtient également une bourse scolaire Rhodes pour étudier au Balliol College à Oxford. Il quitte Le Cap pour l'Angleterre en septembre 1913. Il est encore à Oxford quand éclate la Première Guerre mondiale. Il est dispensé de rejoindre l'armée mais une fois ses études terminées, il s'engage au titre de non combattant auprès des troupes de l'armée sud-africaine stationnée en Afrique de l'est. 

## Vie professionnelle
Après une scolarité fulgurante, sa carrière professionnelle l'est tout autant. En 1917, Hofmeyer est nommé professeur à l'école sud-africaine des mines dans la province du Transvaal. Accompagné de sa mère, il quitte alors Le Cap pour Johannesbourg et s'installe dans le quartier de Yeoville. Hofmeyr se fait vite remarquer par son érudition et par ses capacités intellectuelles et il est vite demandé pour effectuer des conférences. Ses sujets de prédilection concernent alors l'histoire des Afrikaners, plus particulièrement l'étude de l'opposition entre les revendications nationales afrikaners et l'impérialisme britannique. Pour Hofmeyr, les Afrikaners peuvent réaliser leur idéal, préserver leur identité sans pour autant rompre les liens avec l'Empire Britannique comme le veulent alors les tenants de la mouvance républicaine. Dans cette attitude, Hofmeyr est un parfait émule de son oncle et espère combler le fossé entre anglo-sud-africains et Afrikaners, agrandi par l'annexion des mines de Kimberley (1871), par l'annexion du Transvaal (1877) et encore aggravé par les atrocités commises lors de la seconde guerre des Boers (camps de concentration, politique de la terre brûlée dans les républiques boers...). 
Hofmeyr n'est pas seulement un intellectuel mais se montre un gestionnaire hors pair qui lui vaut d'être nommé au sous-comité de la direction de l'université. Cependant, à la fin de l'année 1918, il retourne au Cap pour prendre la chaire de grec à l'université du Cap. Consternée par cette perte d'intelligence, l'école sud-africaine des mines lui propose le poste de Principal de l'université qu'il accepte (1919). Il n'a alors que 25 ans. Sous sa gestion, il fait changer le nom de l'école qui devient l'Université du Witwatersrand et entreprend une politique active pour son développement. Dès cette époque, dans le cadre de l'organisation de l'université et de son fonctionnement démocratique, il pose la question de la politique à tenir vis-à-vis des populations autochtones d'Afrique du Sud. Les universités sud-africaines n'ont pas généralement de politiques spécifiques concernant les populations autochtones mais Hofmeyr émet l'avis que les universités ne doivent pas établir de distinctions entre les étudiants, que ce soit des distinctions de classe, de richesse, de race ou de croyance. 
En 1921, il publie en collaboration avec le professeur TJ Haarhoff une des plus brillantes études sur l'Empire romain où pointe son admiration pour l'Empereur Auguste, son autre modèle en politique au côté de son oncle Jan.

## Carrière politique

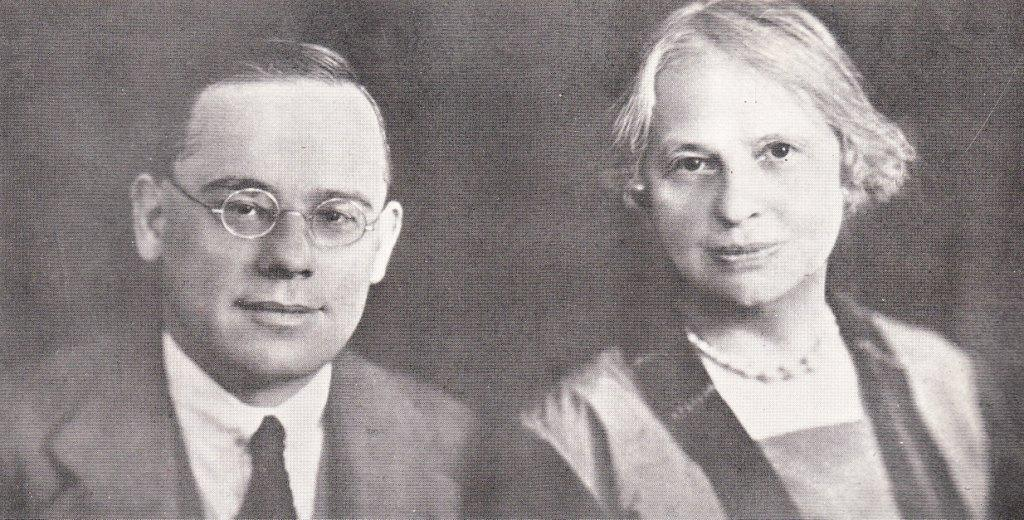
Jan Hofmeyr et sa mère Déborah Hofmeyr

La carrière politique de Jan Hendrik Hofmeyr manque de commencer en janvier 1919 quand le premier ministre par intérim, François Stephanus Malan, lui propose de rejoindre la direction du parti sud-africain. Hofmeyr déclina l'offre qui se renouvela l'année suivante, mais cette fois proposée par le général Jan Smuts. Encore une fois, Hofmeyr préféra se consacrer à ses activités universitaires, ne souhaitant pas s'impliquer dans la vie politicienne mais plutôt être au service de son pays sans avoir d'affiliation partisane. Pour Hofmeyr, l'anglais doit rester une langue de communication et l'Afrique du Sud doit rester au sein de l'Empire Britannique. Ses sympathies vont donc clairement au parti sud-africain dont le but est fusionner les anglo-sud-africains et les Afrikaners pour en faire des citoyens sud-africains loyalistes à la Couronne britannique.
La carrière politique d'Hofmeyr commence réellement par sa nomination au poste d'administrateur du Transvaal en 1924. Il a alors 30 ans. Si cette nomination est effectuée par Jan Smuts alors encore premier ministre, elle n'est pas remise en cause par le gouvernement Hertzog qui lui succède. Pour Hofmeyr, il ne s'agit pas d'un reniement car il n'a pas fait campagne et n'est pas élu contre quelqu'un d'autre. Il ne se sent pas redevable à quiconque hormis aux habitants de la province du Transvaal. Il prend ses fonctions le 1er mars 1924 tout en étant obligé par contrat d'assurer encore pendant 5 mois ses fonctions à l'université du Witwatersrand. Durant les 5 ans où il exerce cette fonction, il est confronté à plusieurs tentatives pour le démettre de son poste de la part de caciques provinciaux du parti national au pouvoir. Il reçoit néanmoins le soutien de James Barry Hertzog qui ne conçoit pas que la fonction d'administrateur soit politique et lui réitère son soutien même après qu'Hofmeyr ait nommé un anglophone, et non un Afrikaner, au poste sensible de directeur de l'éducation du Transvaal. Le 31 mai 1928, jour de l'inauguration du premier drapeau national d'Afrique du Sud, adoptée après de très longs débats au parlement, Hofmeyr prononce une allocution radiophonique dans laquelle il en appelle au rapprochement des deux grands partis politiques d' Afrique du Sud afin de créer une nouvelle formation politique pour ceux partageant les mêmes idéaux. 
En 1929, Hofmeyer rejoint ainsi le Parti sud-africain de Jan Smuts, alors dans l'opposition, et est élu au parlement où il représente la circonscription de Johannesbourg-Nord. Dans son premier discours en tant que parlementaire, il choisit de plaider contre un projet de loi de quotas d'immigration déposé par Daniel Malan visant à limiter l'immigration juive en Afrique du Sud. 
Au début des années 30, le parlement légifère sur de nombreuses questions relatives aux autochtones et aux minorités indiennes et métis, établissant une série de lois renforçant la ségrégation. Dans la plupart des cas, Hofmeyr vote contre ces projets de lois mais ne s'oppose pas à celle concernant le projet d'amendement proposant de contrôler le travail migrant des populations noires. Politiquement modéré et libéral, Hofmeyr ne veut pas que les Noirs imitent les Blancs et se coupent de leur passé en adoptant le mode de vie et politique occidental. Il est d'autre part partisan de l'intégration des Indiens et du principe de gouvernement constitué sur des critères non raciaux. Il est également pour la reconnaissance de l'égalité des droits entre tous les hommes quelle que soit leur race. Cependant, ces points de vue sont encore trop progressistes pour l'opinion blanche même celle modérée de l'époque. 
Si, en dépit de leur opposition, Hofmeyr entretient des rapports cordiaux avec Hertzog, il est un virulent critique des projets de loi de D.F. Malan, notamment de son projet de loi de contrôle de l'éducation supérieure visant à contrôler les nominations universitaires et les budgets. 
En 1933, Hofmeyr participe activement aux négociations qui débouchent sur la fusion entre le Parti national de James B. Hertzog avec le Parti sud-africain de Smuts au sein du nouveau Parti uni. Cette fusion débouche notamment sur la rupture politique entre Hertzog et Malan qui n'adhère pas au parti uni et refonde le parti national

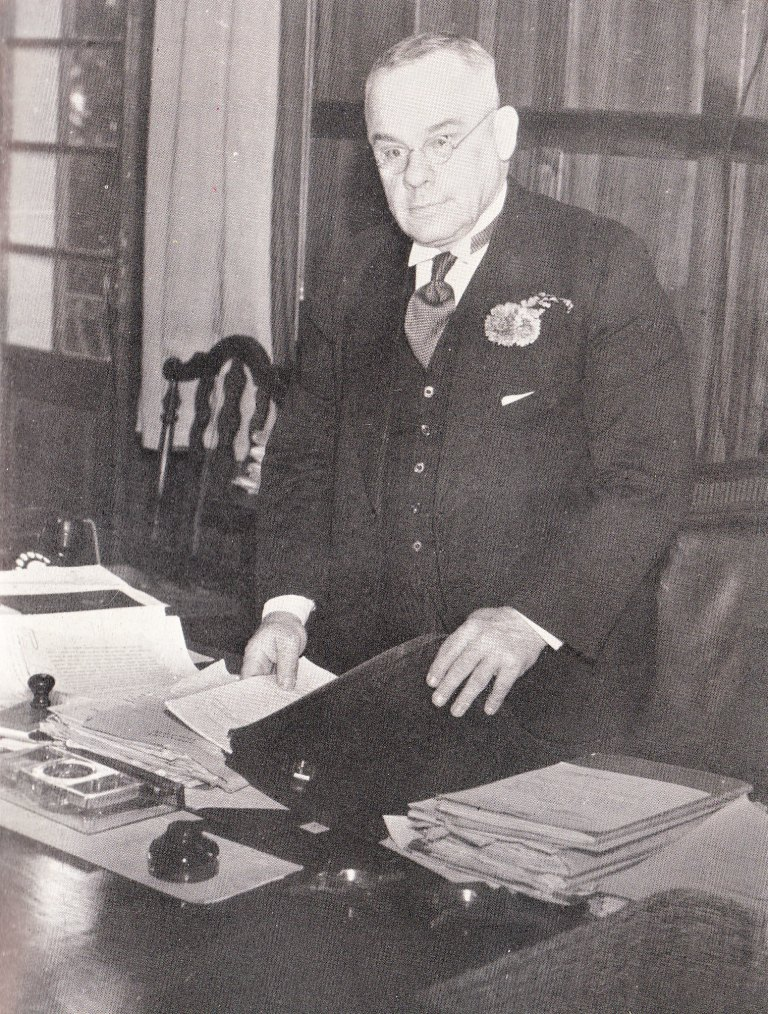
Jan Hendrik Hofmeyr, le ministre des finances de Jan Smuts

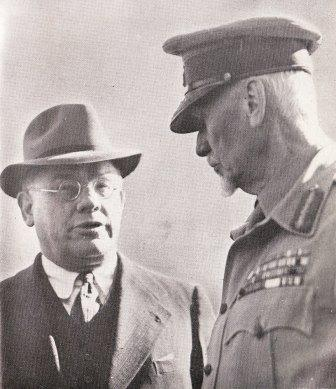
Jan Hendrik Hofmeyr et Jan Smuts

Hofmeyr entre alors au nouveau gouvernement, dirigé par Hertzog, où il est l'un des 6 membres issus du parti sud-africain. il reprend alors les fonctions de Malan (intérieur, éducation, santé). 
En 1936, Hofmeyr s'oppose au retrait de la franchise accordée aux quelques Noirs disposant du droit de vote. Il quitte le gouvernement en 1938 pour protester contre la nomination par Hertzog de A.J.P. Fourie au titre de sénateur représentant les coloureds, estimant que Fourie est trop ignorant des sujets concernant les métis. Il songe alors à créer un parti libéral mais les débuts de la Seconde Guerre mondiale et le schisme entre Smuts et Hertzog l'amènent à rester au parti uni pour y seconder Smuts. Ce dernier, nouveau premier ministre après avoir mis Hertzog en minorité, appelle Hofmeyr pour entrer dans son gouvernement en tant que ministre des finances et de l'éducation.
Durant la Seconde Guerre mondiale, Hofmeyr est le plus proche conseiller de Smuts et devient son homme de confiance. Il en vient à exercer par intérim la charge de premier ministre pendant que Jan Smuts est en Europe au côté de Winston Churchill. Hofmeyr se retrouve alors à gérer six ou sept portefeuilles ministériels simultanément ce qui contribue à son affaiblissement physique. 
Son libéralisme racial constitue sa faiblesse politique, au sein de son propre parti, et face à un Parti National offrant une nouvelle doctrine, l'apartheid. 
En 1948, Smuts et son dauphin désigné perdent les élections générales face au parti national. Le libéralisme de Hofmeyer aurait fortement effrayé l'électorat blanc afrikaner et l'électorat anglophone conservateur. Il en était devenu une cible privilégiée des caricaturistes dans la presse afrikaner, ridiculisant ses rêves de société non raciale. 
De santé fragile, âgé seulement de 54 ans, Jan Hofmeyer meurt à Johannesbourg le 3 décembre 1948, soit 6 mois après l'arrivée au pouvoir du parti national. Il est enterré deux jours plus tard à Pretoria en présence de 10 000 personnes. Jan Smuts prononce dans ces circonstances une oraison funèbre émouvante sur les antennes de la radio nationale. Sa mort est cependant estimée prématurée et, dans une certaine mesure, imputée à la lourde charge de travail que Smuts lui avait confiée durant la guerre. La mort de Hofmeyr est aussi celle du candidat le mieux placé et le plus susceptible de poursuivre son héritage politique.
De 1949 à 2000, le J.H. Hofmeyr Memorial Fund, rebaptisé ensuite J.H. Hofmeyr Trust, est chargé de commémorer son nom et de populariser ses idéaux. Plus de 45 étudiants du Natal bénéficièrent des bourses scolaires décernées par cette fondation.

## Vie privée
Jan Hofmeyer ne s'est jamais marié. Il vécut toute sa vie avec sa mère Déborah, avec laquelle la relation filiale était fusionnelle. Elle est morte en 1958. 

## Ouvrages
Hofmeyer est l'auteur de quelques livres majeurs comme : 
- The Life of Jan Hendrik Hofmeyr (Onze Jan) (1913)
- History and Control of National Debts (1918)
- Studies in Ancient Imperialism (1921)
- Coming of Age (1930)
- The Well-Known South Africa (1931).
- The Open Horizon (1939)

## Hommages
L'écrivain Alan Paton a dédié son livre Cry, the Beloved Country (Pleure, ô pays bien-aimé) à son ami Jan Hendrik Hofmeyr.

## Sources
- Tom Macdonald, Jan Hofmeyr, Heir to Smuts, Londres : Hurst & Blackett, 1948, 271 p.
- Alan Paton, Hofmeyr, Londres : Oxford University Press, 1964. 545 p.